# Freddy Muñoz
Freddy Muñoz Armas (Tucupido, Guárico, Venezuela, 15 de octubre de 1933-8 de junio de 2015) fue un político izquierdista venezolano, fundador del Movimiento al Socialismo.

## Biografía

### Juventud, familia y educación
Freddy Muñoz Armas nació el 15 de octubre de 1933 en Tucupido, estado Guárico. Sus padres fueron Simón Muñoz y Josefa Armas. Tuvo siete hermanos, donde destaca Simón Muñoz, exrector de la Universidad Central de Venezuela y reconocido médico cardiólogo, investigador y académico universitario.
Estudió primaria en la Escuela Municipal y en 1947 su familia se muda a Caracas continuando sus estudios en el Liceo Andrés Bello donde conocería a Teodoro Petkoff, Alfredo Maneiro, Germán Lairet, quienes figurarían como parte del Partido Comunista y a Rómulo Henrique y Américo Martín quienes figurarían como parte de la Juventud de Acción Democrática y más tarde fundadores del Movimiento de Izquierda Revolucionaria.
Inició estudios de Medicina en Argentina para luego estudiar Economía en la Universidad Central de Venezuela (UCV) sin concluirlos. Fue presidente de la Federación de Centros de Universitarios de la UCV, siendo reelecto en 1964 estando preso en el Cuartel San Carlos, donde pasaría cuatro años preso.

### Vida política
Se incorporó de forma activa a la Juventud Comunista a la edad de 14 años con la llamada de su amigo Héctor Rodríguez Bauza.
Tras el derrocamiento del expresidente Rómulo Gallegos en 1948 y la instalación de una junta militar que derivaría en la dictadura de Marcos Pérez Jiménez, Muñoz se organizaría en el movimiento estudiantil antiperezjimenista junto con su hermano Simón, Teodoro Petkoff, Germán Lairet y Alfredo Maneiro. Cae preso y se exilia en Argentina con el apoyo del Partido Comunista.
Al finalizar la dictadura de Pérez Jiménez en 1958, Muñoz regresa a Venezuela. Ingresó en el comité central del Partido Comunista de Venezuela en 1961. Más tarde, en 1963, es electo presidente de la Federación de Centros Universitarios (FCU) y también se convierte en secretario general de la Juventud Comunista y del buró político del partido. En ese mismo año la revista Life en Español le dedicó su portada.
Freddy Muñoz se incorporó en la lucha armada contra los gobiernos de Rómulo Betancourt y Raúl Leoni, y en 1968 acepta la política de pacificación del presidente Rafael Caldera. A partir de entonces se exilió en Europa participando en el Mayo francés y condenando desde Praga la invasión de Checoslovaquia por el Pacto de Varsovia, lo que le valió su expulsión de la Unión Soviética por lo que se tuvo que refugiar en Italia.
En 1971 fundó el Movimiento al Socialismo (MAS), un partido político de ideología socialista democrática, junto con Pompeyo Márquez, Teodoro Petkoff, Eloy Torres, Carlos Arturo Pardo, Tirso Pinto, Argelia Laya, Fidel Ernesto Vásquez,  Víctor Hugo D´Paola, Bayardo Sardi y otros dirigentes de izquierda. Fue el segundo secretario general de este partido, y tres veces electo su secretario general: 1985, 1988 y 1990. Por muchos años lideraría el ala más radical de este partido conocida como «Los Halcones». Fue dos veces diputado y una vez senador en el Congreso Nacional por el MAS y ejerció como segunda vicepresidencia del senado.
En el marco de las elecciones presidenciales de 1973 fue coordinador del equipo que preparó el programa de gobierno para la candidatura de José Vicente Rangel.
Tras la llegada del chavismo mantuvo una actividad política de bajo perfil, período en el cual escribió dos libros sobre política.

### Muerte
Freddy Muñoz falleció el lunes 8 de junio de 2015 a la edad de 82 años tras luchar contra los efectos de una enfermedad cerebrovascular que lo mantuvo discapacitado.

## Obras
Entre sus obras están:
- Revolución sin dogmas
- Petróleo, nacionalización y socialismo
- El mundo católico en una encrucijada
- Venezuela: la economía por construir
- Transformar democráticamente nuestra democracia
- Desafíos y tentaciones: una política para el poder
- Posibilidades y peligros de una gran alternativa
- Socialismo del siglo XXI: ¿huida en el laberinto?, en coautoría con Américo Martín